# Mill Village
Mill Village es un borough ubicado en el condado de Erie en el estado estadounidense de Pensilvania. En el año 2000 tenía una población de 412 habitantes y una densidad poblacional de 175 personas por km².

## Geografía
Mill Village se encuentra ubicado en las coordenadas 41°52′34″N 79°58′21″O / 41.87611, -79.97250

## Demografía
Según la Oficina del Censo en 2000 los ingresos medios por hogar en la localidad eran de $34,375 y los ingresos medios por familia eran $35,156. Los hombres tenían unos ingresos medios de $24,444 frente a los $20,625 para las mujeres. La renta per cápita para la localidad era de $12,529. Alrededor del 9.4% de la población estaba por debajo del umbral de pobreza.